# Giulio da Milano
Giulio da Milano oder Giuseppe della Rovere bzw. Giulio della Rovere (* 1504 in Mailand, Herzogtum Mailand; † 1581 in Tirano, Veltlin) war ein italienischer Augustinermönch, katholischer Theologe und Lehrer, der evangelisch predigte, exkommuniziert wurde, aus Italien in den Gotteshausbund flüchten konnte und reformierter Pfarrer in Vicosoprano (1546), Poschiavo (1547) sowie Tirano (1560) wurde, das damals als Untertanenland noch zu den Drei Bünden (heute Graubünden) gehörte.

## Leben
Giuseppe Della Rovere wurde in der reichen Mailänder Familie von Stefano Della Rovere und Catherine Tribute geboren. Um 1522 trat er in den Augustinerorden ein, änderte seinen Namen in Joseph Julius und studierte in Padua, wo er 1531 in Theologie abschloss. Dann war er im Kloster von San Giacomo Maggiore in Bologna tätig, wo er von Ambrogio Cavalli weiter befähigt wurde, Philosophie und Theologie zu lehren. Hier lernte er auch Ortensio Lando kennen, der ihm Erasmus von Rotterdam und seine Lehre verständlich machte. In Bologna existierte auch ein Kreis von Intellektuellen um Camillo Renato, die das Christentum von falschen abergläubischen Ritualen befreien und die katholische Kirche reformieren wollten.
1533 bis 1535 kam er in das Augustinerkloster Santa Mustiola in Pavia, wo er Agostino Mainardi traf, der bereits heimlich den evangelischen Lehren anhing. 1538 war er in dem Kloster San Giacomo als Dekan der Schule tätig, und seine Fastenpredigten waren unorthodox und lösten einen Skandal aus. Eine Untersuchung folgte, und er wurde aus der Stadt vertrieben, aber er konnte sich im Haus seines Freundes, des Arztes Prospero Calani, verstecken. Er wurde jedoch rehabilitiert und kam in das Mailänder Kloster San Marco, das von Ambrogio Cavalli geführt wurde. 1540 gerieten beide in Widerspruch zu der Ordnung von Gerolamo Seripando, weil sie die Eremiten neue Lehren lehrten, und verließen daraufhin das Kloster.
Der Bischof von Triest, Pietro Bonomo, lud da Milano ein, um in der Stadt zu predigen, und neue Kontroversen begannen auch dort. 1541 war er in Venedig und hielt am 19. April eine Fastenpredigt in der Kirche San Cassiano. Er vertrat offen die lutherische Lehre der Rechtfertigung allein durch den Glauben und wurde sofort verhaftet. Er wurde von Bernardino Ochino öffentlich verteidigt, und der humanistische Kardinal Pietro Bembo und einige venezianische Adlige legten Fürsprache für ihn ein. Im Februar 1543 konnte er aus dem Gefängnis entkommen und flüchtete ins Veltlin. Er wurde 1546 evangelischer Pfarrer in Vicosoprano, 1547 in Poschiavo und 1560 in Tirano. Dort lebte er mit seiner Frau Felicia und ihrem Sohn Teodore.

## Werke
- La prima parte de le prediche del reueren. padre maestro Giulio da Milano, dell'Ordine di s. Agostino predicate ne la città di Vinetia, nel tempio di S. Cassiano del MDXLI. (deutsch: Der erste Teil der Busspredigten. Lehrpater Julius aus Mailand, vom Augustinerorden, predigte in der Stadt Venedig im Gotteshaus von S. Cassiano im Jahr MDXLI.), Basel 1541; Zweiter Teil ca. 1547
- Opere christiane e catholiche di messer Hieronymo Savonese, a gloria d'Iddio et utilita di christiani (deutsch: Christliche und katholische Werke von Hieronymus Savonese, zur Ehre Gottes und zum Nutzen der Christen), Genf 1543 (publiziert unter dem Pseudonym Hieronymo Savonese, gewidmet Lorenzo Merlino e fratelli)
- Esortatione alli dispersi per l'Italia. Vie aggionta una meditatione sopra del Pater Noster (deutsch: Mahnung an die Verlorenen in Italien. Im Leiden eine Meditation über das Vaterunser), Poschiavo, Rovereto und Trient 1549
- Esortazione al martirio (deutsch: Mahnung zum Leiden), Landolfi, Poschiavo 1549; Neuauflage mit Ergänzungen, 355 Seiten, 1552